# الجدول الزمني للحرب الأهلية الصومالية 2021
هذا الجدول الزمني يلخص أحداث العام 2021 ضمن أحداث الحرب الأهلية الصومالية.

## مارس
- 5 مارس 2021: أودى تفجير انتحاري بسيارة مفخخة خارج مطعم لُول اليمني في العاصمة الصوماليةمقديشو بحياة ما لا يقل عن 20 شخصًا وأسفر عن إصابة 30 آخرين.[1]

## يونيو
- 15 يونيو 2021: استهدف تفجير انتحاري معسكر الجنرال طغبدن العسكري في مقديشو، وأسفر عن مقتل 15 من مجندي القوات المسلحة الصومالية.[2]

## نوفمبر
- 25 نوفمبر 2021: أودى تفجير انتحاري بسيارة رياضية بحياة ثمانية أشخاص وأسفر عن إصابة 17 آخرين، من بينهم مدرسون وطلبة في مدرسة مُعاصِر الابتدائية والثانوية، التي تعرضت لأضرار جسيمة.[3]